# Aviation légère de l’armée de Terre
Die Aviation légère de l'armée de Terre (ALAT) ist die Heeresfliegertruppe des französischen Heeres. Sie erfüllt ihre Aufträge vorrangig mittels Luftfahrzeugen, insbesondere Militärhubschraubern. Die ALAT ist eine der Kampftruppen, ihre vorrangigen Aufgabengebiete sind Infanterieunterstützung, Panzerabwehr, Luftkampf, Lufttransport von Personal und Material sowie Aufklärung. Ihre Patronin ist die heilige Clotilde.

## Geschichte
Die leichte Fliegerei der Landstreitkräfte, so die wörtliche Übersetzung des französischen Namens, wurde 1954 gegründet.
Während des Kalten Krieges war sie, neben anderen französischen Truppenteilen, auch in Südwestdeutschland stationiert, unter anderem anfangs einige Jahre in Mainz-Finthen und bis nach dem Ende des Kalten Krieges in Friedrichshafen. Hier lag die Groupe d'aviation légère du 2ème corps d'armée, die 1978 in 2ème Régiment d'hélicoptères de combat umbenannt wurde, mit Puma, Gazelle und Alouette III.

## Organisation
Neben der auf zwei Standorte verteilten Flugschule bilden die Regimenter den operativen Arm der ALAT.:
- 1er régiment d'hélicoptères de combat (1er RHC), Phalsbourg, Grand Est (Lothringen)
- 3e régiment d'hélicoptères de combat (3e RHC), Étain, Grand Est (Lothringen)
- 5e régiment d'hélicoptères de combat (5e RHC), Pau, Nouvelle-Aquitaine
- 4e régiment d'hélicoptères des forces spéciales (4e RHFS), Pau, Nouvelle-Aquitaine
- L'école de l'aviation légère de l'armée de Terre (EALAT), Dax, Nouvelle-Aquitaine und Le Cannet-des-Maures, Provence sowie der Gebirgsflugschule an der Grenze zu Spanien in Sainte-Léocadie, Okzitanien

Zum 1. Juli 2016 wurde eine Brigadestruktur eingeführt. Die drei Kampfhubschrauberregimenter wurden der neuen 4ème Brigade d'Aérocombat (BAC) in Clermont-Ferrand unterstellt. Das 4. Regiment untersteht dem Spezialeinsatz-Kommando.
Hinzu kommen einige weitere Einheiten, unter anderem die École franco-allemande de formation des équipages Tigre, eine deutsch-französische Kooperation zur Ausbildung von Eurocopter-Tiger-Besatzungen, die ebenfalls Le Cannet beheimatet ist. Daneben existieren:
- Die Erprobungsstelle Groupement Aéromobilité de la Section Technique de l'Armée de Terre (GAMSTAT), Valence, Provence-Alpes-Côte d’Azur
- Der Instandsetzungsbetrieb 9e bataillon de soutien aéromobile (9e BSAM), Montauban, Okzitanien

Das Museum der Truppe befindet sich am Standort Dax.

## Ausrüstung
Stand Ende 2018
| Luftfahrzeug                     | Herkunft          | Bilder    | Verwendung                                     | Version    | Aktiv     | Bestellt  | Anmerkungen                                               |
| Flugzeuge                        | Flugzeuge         | Flugzeuge | Flugzeuge                                      | Flugzeuge  | Flugzeuge | Flugzeuge | Flugzeuge                                                 |
| -------------------------------- | ----------------- | --------- | ---------------------------------------------- | ---------- | --------- | --------- | --------------------------------------------------------- |
| PC-6                             | Schweiz           |           | Transportflugzeug                              |            | 5         |           |                                                           |
| TBM700                           | Frankreich        |           | Transportflugzeug                              |            | 8         |           |                                                           |
| Hubschrauber                     |                   |           |                                                |            |           |           |                                                           |
| Aérospatiale SA341/342 Gazelle   | Frankreich        |           | Panzerabwehrhubschrauber Schulungshubschrauber |            | 169 16    |           | Wird als Panzerabwehrhubschrauber durch den Tiger ersetzt |
| Eurocopter Tiger                 | Europäische Union |           | Kampfhubschrauber                              | HAP HAD    | 56        | 28        |                                                           |
| Aérospatiale SA330 Puma          | Frankreich        |           | Mittlerer Transporthubschrauber                |            | 77        |           | Wird durch den NH90 ersetzt                               |
| Aérospatiale AS332 Cougar        | Frankreich        |           | Mittlerer Transporthubschrauber                |            | 25        |           |                                                           |
| Airbus Helicopters H225M Caracal | Europäische Union |           | Mehrzweckhubschrauber                          |            | 8         |           | Transport von Spezialkräften                              |
| NHIndustries NH90                | Europäische Union |           | Mehrzweckhubschrauber                          | TTH Caïman | 30        | 44        |                                                           |
| Aérospatiale AS355 Fennec        | Frankreich        |           | Schulungshubschrauber                          |            | 17        |           |                                                           |